# Anastelgis garciai
Anastelgis garciai là một loài tò vò trong họ Ichneumonidae.